# Носовский, Наум Эммануилович
Нау́м Эммануи́лович Носо́вский (1905, Ичня, Борзненский уезд, Черниговская губерния —1978, Москва) — советский государственный и военный деятель, начальник Главного артиллерийского управления Наркомата вооружений СССР, генерал-майор инженерно-артиллерийской службы (1944 год).

## Биография
С 1931 года в Красной Армии. После демобилизации поступил на военно-механический факультет Ленинградского машиностроительного института (ЛМСИ) - отраслевого вуза Ленинградского политехнического института. 26 марта 1932 года приказом №61 директора ЛМСИ Евдокимова переведен во вновь созданный на базе данного факультета  Ленинградский военно-механический институт, (ЦА СПбПУ, ф.3121. оп. 76, д. 51, л. 209-212), который окончил в 1936 г.
В 1936—1938 годах работал на артиллерийском заводе Наркомата оборонной промышленности СССР в Ижевске («Ижмаш») мастером, с 1937 года начальником бюро эксплуатации артиллерийских систем. В 1938 году назначен директором Коломенского завода тяжёлого станкостроения. В 1940 году назначен начальником Главного артиллерийского управления Наркомата вооружения СССР. Руководил созданием массовой зенитной артиллерии, зенитных автоматических морских пушек, спаренных палубных и счетверенных башенных установок.
В годы Великой Отечественной войны руководил эвакуацией артиллерийских производств, размещением и организацией производства.
В 1946—1947 годах — заместитель уполномоченного Особого комитета при Совете Министров СССР, занимался вывозом из Германии ракетной техники и оборудования для её производства. С 1946 года член Совета по ракетной технике, стоял у самых истоков создания современных ракетных вооружений.
В 1947 году в период масштабных проявлений государственного антисемитизма в СССР был уволен с поста начальника управления, работал директором станкостроительного завода.
С 1964 года в отставке.
В 1970-е годы работал членом президиума научно-технического совета Министерства станкостроительной промышленности СССР.

## Награды
- орден Ленина
- орден Красного Знамени
- орден Отечественной войны I степени
- орден Трудового Красного Знамени
- орден Красной Звезды
- орден Знак Почёта
- медали.